# QBlade
QBlade é um software  de código aberto, multiplataforma, para simulação aerodinâmica e projeto de pás de turbinas eólicas. Possui uma interface gráfica amigável baseada em Qt.

## Visão Geral
O QBlade é um software de código aberto para o cálculo de turbinas eólicas, distribuído sob a GNU General Public License e possui uma integração nativa com a ferramenta de projeto e análise de aerofólios XFOIL. Ele permite ao usuário desenhar aerofólios segundo seus próprios parâmetros e calcular sua performance, além de realizar a extrapolação dos dados para uma extensão de ângulo de ataque de 360° e diretamente integra-los às simulações de rotor e turbina eólica. Sua integração com a interface gráfica do XFLR torna o QBlade acessível à uma grande comunidade de usuários em potencial.
O QBlade é especialmente adequado para fins educacionais, pois permite uma experiência prática no estudo de turbinas eólicas, mostrando as relações entre torção da pá, corda da pá, seção do aerofólio, mecanismos de controle, e curvas de carga e potência de forma fácil e intuitiva. Adicionalmente, o software oferece pós processamento das simulações realizadas, possibilitando análises aprofundadas nas variáveis relevantes das pás e do rotor.

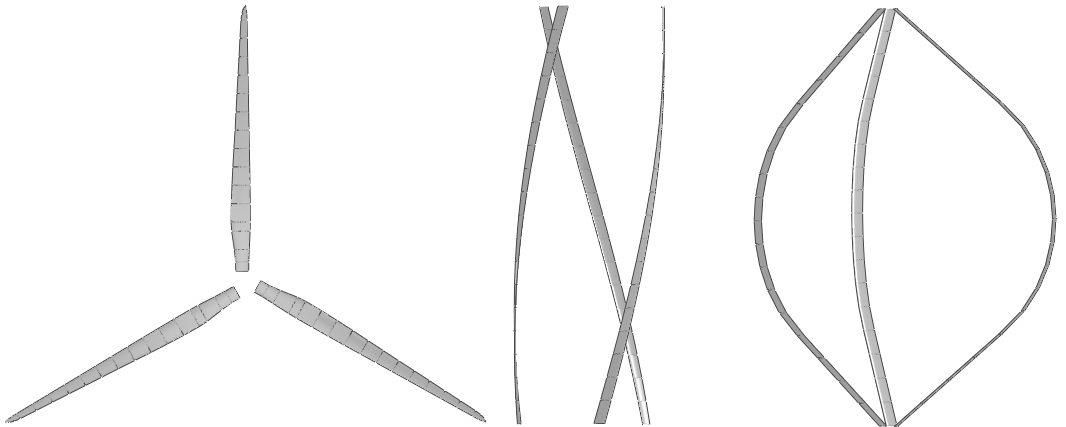
Rotores de turbinas eólicas de eixo vertical (VAWT) e horizontal (HAWT) desenhadas no QBlade.

## Licença
O software é distribuído pela licença GPL e mantido pelo Instituto Hermann Föttinger da Universidade Técnica de Berlim.